# 曹仁虎

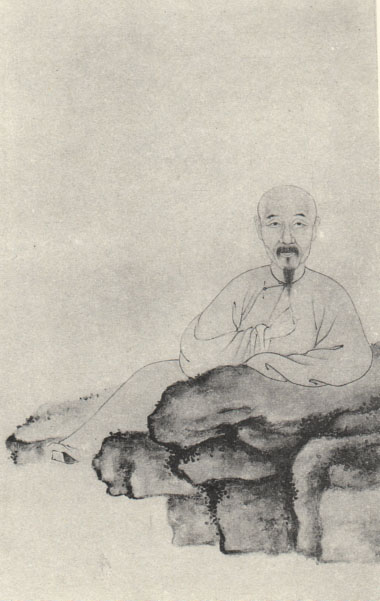
《清代學者象傳》第一集之曹仁虎像

曹仁虎（1731年—1787年），字來殷，號習庵，江南嘉定人，清朝官员，進士出身。

## 生平
仁虎少喜讀書，辨悟通達。年十六即補諸生，學使崔紀以其為異才。乾隆二十二年（1757年）乾隆帝南巡，召試一等，特賜舉人，授內閣中書。乾隆二十六年（1761年）成進士，改翰林院庶吉士。累遷右庶子，擢侍講學士。乾隆五十一年（1786年）出督廣東學政，遭母喪丁憂，因哀毀卒。《清史列傳》有傳。

## 著作
仁虎博學多藝，詩作尤其妙絕。與王鳴盛、王昶、趙文哲、吳泰來、錢大昕、黃文蓮相唱和，時稱「吳中七恣」。著有《蓉鏡堂文稿》、《轉注古音考》、《二十四氣七十二候考》，及《宛委山房》、《瑤華唱和》、《春盤》、《秦中雜稿》、《鳴春》、《轅韶》等集。

## 延伸阅读
[在维基数据编辑]
 《清史稿·卷485》，出自趙爾巽《清史稿》